# Avenida Anhanguera
A Avenida Anhanguera foi uma das primeiras avenidas a serem construídas em Goiânia e é, atualmente, uma das principais vias públicas da cidade. Uma das principais vias de comércio da cidade. Planejada para ser o principal espaço comercial da cidade, mas contava com um importante papel ambiental e paisagístico no sentido de melhorar o micro-clima do local, quando ainda havia canteiros arborizados entre as duas pistas, até que houve a inauguração do Eixo Anhanguera, corredor exclusivo para ônibus da Metrobus.
Na avenida estão alguns monumentos em Art decó de Goiânia, como o Monumento ao Bandeirante (no cruzamento com a Avenida Goiás). A Avenida Anhanguera é uma das principais artérias da cidade, em que liga a região oeste da cidade com a região leste. Está ligação é feita pelas pistas para os carros comuns e também pela linha exclusiva para os ônibus bi-articulados e tri-articulados da Metrobus. É notável que a avenida passa por bairros dinâmicos de Goiânia, como o Universitário, em que se localizam as duas maiores instituições de ensino superior de Goiânia, UFG e PUC-GO. Além do Universitário, há passagem pelo centro de Goiânia, onde se localiza um forte comércio, prestações de serviços, escritórios de algumas empresas, Centro de Cultura e Convenções, teatro Goiânia; Oeste, bairro de padrão classe média-alta da cidade, em que se localizam algumas clínicas, o Hospital Geral de Goiânia, escritórios de empresas, agências bancárias; Setor Aeroporto, em que se localiza grandes clínicas médicas, hospitais.